# Jever (Bier)

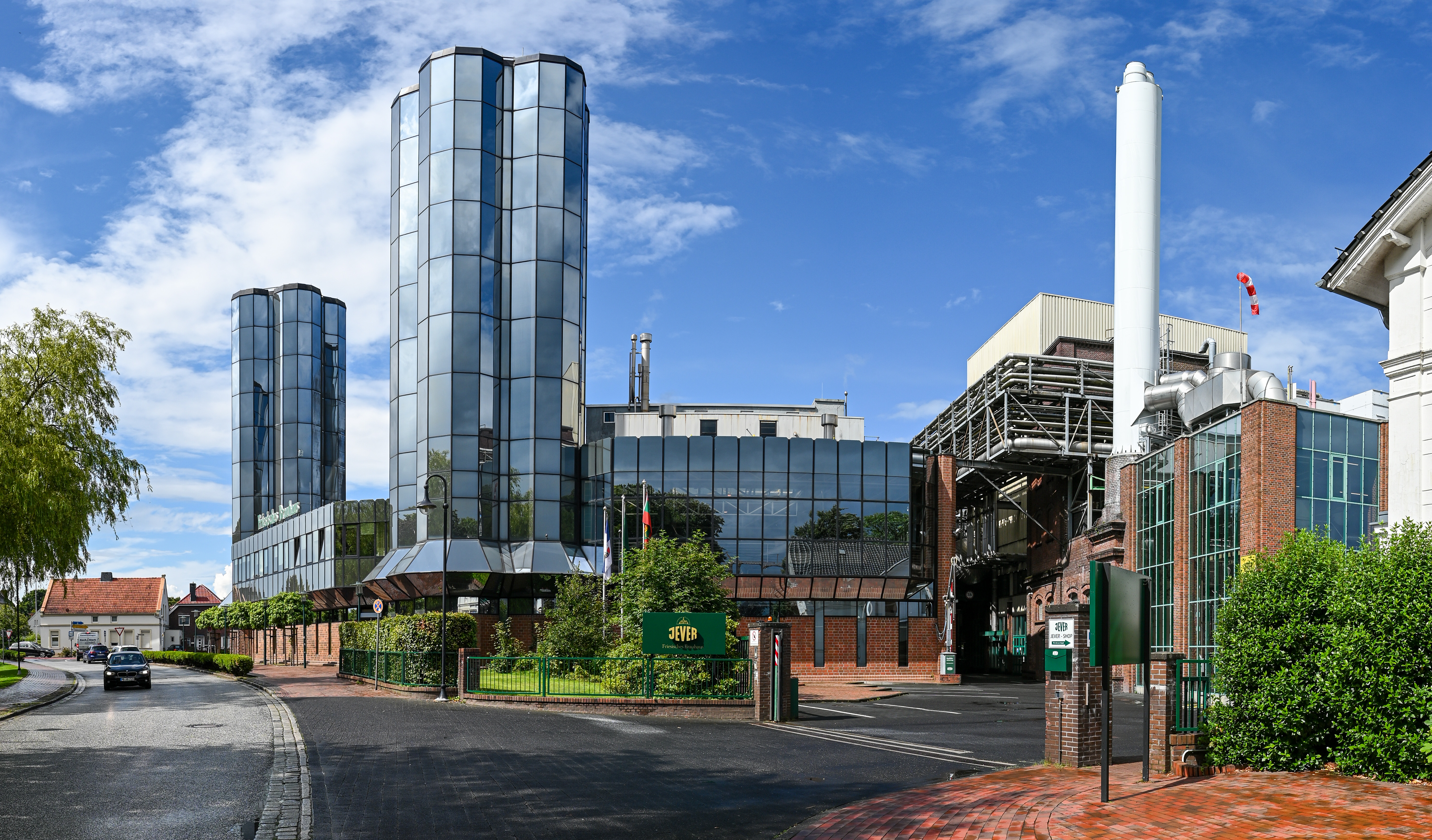
Das Friesische Brauhaus zu Jever im August 2021

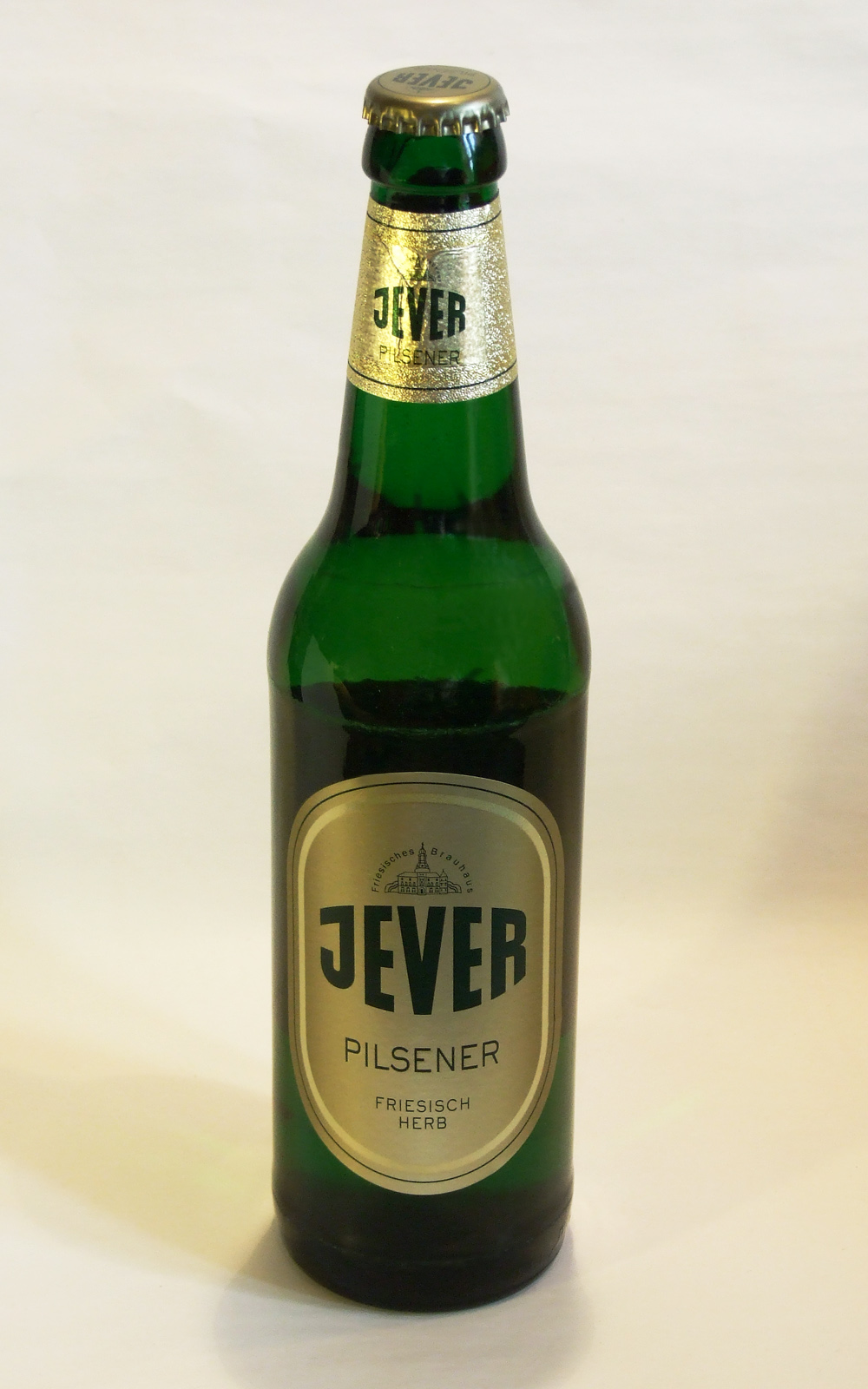
Eine Flasche Jever Pilsener

Jever ist eine nach ihrer Herkunftsstadt Jever benannte deutsche Biermarke, die seit 1848 vom Friesischen Brauhaus zu Jever gebraut wird. Seit 2004 gehört sie zum Oetker-Konzern. Dort ist Jever eine der wichtigsten Marken der Radeberger Gruppe.

## Geschichte
Als das Friesische Brauhaus zu Jever 1848 von Diedrich König gegründet wurde, war es nur eine von vielen Brauereien der Region. Nach seinem Tod 1867 verkaufte sein Sohn die Brauerei. Der neue Eigentümer Theodor Fetköter begann damit, das kleine Familienunternehmen in eine große Brauerei zu verwandeln, Werbung zu machen und spezielle Flaschen anzufertigen. 1894 war er maßgeblich an der ersten Wasserleitung für die Stadt Jever beteiligt.
Der Erste Weltkrieg war für das Brauhaus eine schwere Zeit, da der Sohn Theodor Fetköters, der mittlerweile die Leitung der Brauerei übernommen hatte, an der Front fiel. Schließlich wurde das Brauhaus 1922 erneut verkauft, diesmal an die Hamburger Bavaria-St. Pauli-Brauerei, die heute zur dänischen Carlsberg-Gruppe gehört. Das Bier aus Jever war zu diesem Zeitpunkt bereits überregional bekannt, und ab 1934 wurde es dann unter seinem heute noch gültigen Namen „Jever Pilsener“ verkauft. Nach dem Zweiten Weltkrieg war die Lage zunächst wieder kritisch – wegen Treibstoffmangels wurde Bier nur noch an Selbstabholer direkt an der Brauerei verkauft, und man musste die Bauernhöfe der Gegend abfahren, um Gerste zu bekommen.
In den Nachkriegsjahren besserte sich die Situation in Jever wieder. Das meistverkaufte Bier war ein Exportbier der Marke „Jever Export“, das bis 1990 gebraut wurde. Im Laufe der 1960er Jahre wurde das Pils immer beliebter, und die Verkaufszahlen von „Jever Pilsener“ stiegen. In dieser Zeit wurde das Brauhaus deutlich erweitert und ausgebaut. Seit 1994 gehört die Brauerei zur Dortmunder Brau-und-Brunnen-Gruppe, die seit 2004 ein Teil der Radeberger-Gruppe innerhalb des Oetker-Konzerns ist.
Das Brauhaus bietet nach Voranmeldung Besichtigungen des Produktionsbetriebes unter fachkundiger Führung an. Zur Führung gehört auch ein Gang durch das angeschlossene historische Brauereimuseum. Hier erhält man einen Einblick in den Brauereialltag, wie er vor rund 100 Jahren ablief. 2007 nutzten mehr als 33.000 Gäste die Gelegenheit zur Besichtigung.

## Aussprache
Das Bier Jever wird von der Brauerei (z. B. in der Fernsehwerbung) und im überregionalen allgemeinen Sprachgebrauch im Gegensatz zur namensgebenden Stadt und anders als im Friesischen nicht [ˈjeːfɐ], sondern [ˈjeːvɐ] gesprochen. Das „V“ im Ortsnamen Jever entspricht dabei dem „V“ vieler norddeutscher Städtenamen, wie Wilhelmshaven, Cuxhaven, Bremerhaven oder Hannover. Im Landkreis Friesland und im westlichen Niedersachsen wird das „V“ im Biernamen wie im Namen der Stadt [ˈjeːfɐ] gesprochen.

## Produkte
Die Brauerei stellt folgende Biere her:
- Jever Pilsener – Bier nach Pilsener Brauart mit einem Alkoholgehalt von 4,9 % Vol., das sich durch eine im Vergleich zu anderen Pilsmarken deutliche Hopfenbittere auszeichnet,
- Jever FUN – alkoholfreies Pilsener mit einem Alkoholgehalt von < 0,5 % Vol.,
- Jever FUN Zitrone – alkoholfreier Biermix mit Zitronengeschmack < 0,5 % Vol.,
- Jever Light – Leichtbier mit geringerem Alkoholgehalt (2,7 % Vol.) und daher niedrigerem Brennwert,
- Jever FUN Blutorange – alkoholfreier Biermix mit Blutorangengeschmack < 0,5 % Vol.
- Jever STRONG – Starkbier mit 7,5 % Alkoholgehalt[5]

Außerdem wird aus hauseigenem Bier ein Branntwein (Jever Digestif) mit einem Alkoholgehalt von 40 % Vol. hergestellt.
Die Produktion des seit 2004 hergestellten Biermischgetränkes „Jever Lime“ wurde 2019 und die des seit 2002 gebrauten Schwarzbiers „Jever Dark“ wurde 2008 eingestellt. 2010 wurde aufgrund schlechter Absatzzahlen die Produktion des Maibocks eingestellt, der 2006 erstmals seit 1991 wieder gebraut worden war.
Das meistverkaufte Bier der Marke Jever ist das Jever Pilsener, das 75 % der Gesamtproduktion ausmacht. Jever Pilsener gibt es auch im 20-Liter-Mehrwegfass, dem „CoolKeg“, das jedoch nicht überall erhältlich ist. Markenzeichen der Produkte ist das Schloss Jever. In den 1980er Jahren wurde im Friesischen Brauhaus zu Jever die Fremdmarke „Grenzquell Pilsner“ produziert. Von 2016 bis 2018 wurde hier auch „Wicküler Radler“ und bis 2014 auch das Bio-Erfrischungsgetränk „Bionade“ produziert; derzeit werden dort auch die nicht-hauseigenen Marken „Wicküler Pilsener“ und „Schöfferhofer Grapefruit“ abgefüllt.

## Trivia
Für die ZDF-Serie Das Erbe der Guldenburgs, die unter anderem im Brauerei-Milieu spielte, stellte das Friesische Brauhaus zu Jever das „Guldenburg Bier“ der fiktiven Familien-Brauerei her. Nach dem Erfolg der Serie vertrieb das Brauhaus zu Jever, das auch das Layout für die Guldenburg-Brauerei geliefert hatte, ein Bier mit Namen „Guldenburg Premium“.